# Dolph Lundgren

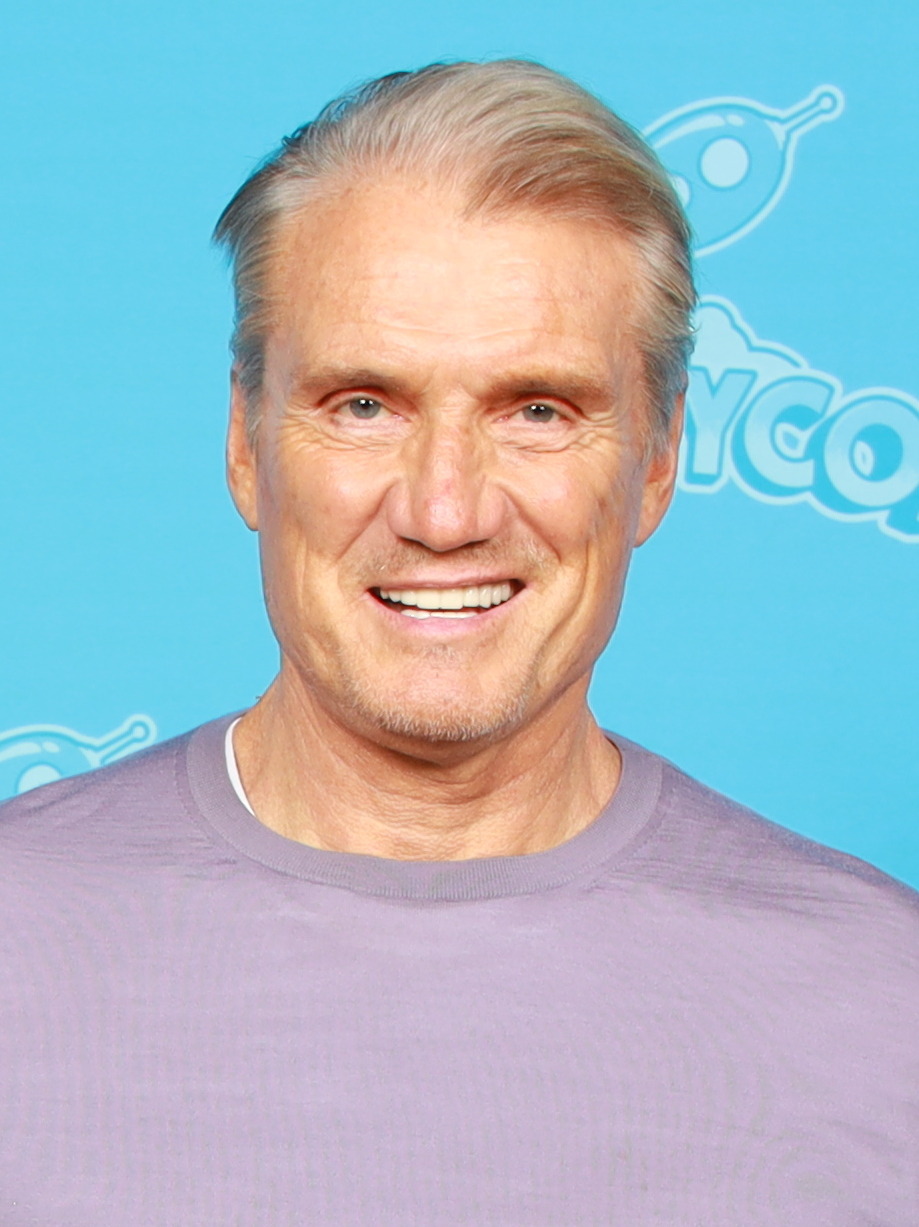
Dolph Lundgren (2024)

Dolph Lundgren (* 3. November 1957 in Stockholm als Hans Lundgren) ist ein schwedisch-US-amerikanischer Schauspieler und Regisseur von Actionfilmen sowie Kyokushin-Meister.

## Leben

### Frühe Jahre
Dolph Lundgren ist der Sohn des Ingenieurs Karl Johan Hugo Lundgren und der Sprachlehrerin Sigrid Birgitta (geb. Tjerneld). Er wuchs mit zwei Schwestern und einem Bruder im Stockholmer Stadtteil Spånga-Tensta auf. Laut eigenen Angaben erlebte Lundgren eine sehr schwierige Kindheit, die von gewalttätigen Ausbrüchen seines autoritären Vaters geprägt war. Seine Jugend verbrachte er mit seinen Großeltern in Nyland außerhalb Kramfors.
Er besuchte die Königlich Technische Hochschule Stockholm, wo er zum Chemieingenieur graduierte. Es folgten mehrere Aufenthalte im Ausland. Lundgren erhielt Stipendien für die Washington State University, die Clemson University in South Carolina und 1982 ein Stipendium für die Universität von Sydney, wo er einen Masterabschluss in Chemieingenieurwesen machte. Im folgenden Jahr erhielt er ein Fulbright-Stipendium für das Massachusetts Institute of Technology (MIT) in Cambridge. Während seiner Zeit in Australien arbeitete der 1,95 Meter große Lundgren in Sydney als Türsteher in einem Nachtclub. Hier lernte er die Schauspielerin und Sängerin Grace Jones kennen. Sie engagierte den Schweden als Leibwächter, und wenig später begannen die beiden eine Affäre. Er zog mit Jones nach New York City, wo er sein Geld als Türsteher im Nachtclub The Limelight verdiente. Im Jahr 1985 verhalf Grace Jones Lundgren zu einem kleinen Auftritt im Film James Bond 007 – Im Angesicht des Todes.

### Sportliche Erfolge
In seiner Jugend spielte Lundgren Eishockey und begann im Alter von 16 Jahren mit Judo. Ein Jahr später wechselte er zum Karate, nach eigener Aussage, um eine größere körperliche Distanz zum Gegner zu haben. Zunächst übte er den traditionellen Stil Gōjū-Ryū aus, bevor er seinen Trainingsschwerpunkt auf das härtere Kyokushin Kaikan verlegte. 1979 nahm Lundgren, damals erst Träger des grünen Gürtels, am zweiten World Open Karate Tournament in Tokio teil.
Zu Beginn der 1980er-Jahre begann seine Siegesserie im Kyokushin-Karate: Lundgren gewann sowohl 1980 als auch 1981 die British Open in der Schwergewichtsklasse, im Jahr 1982 folgte ein Sieg bei den Australian Open. Während seiner Studienzeit in Sydney führte Lundgren zudem einen eigenen Karate-Club und arbeitete gemeinsam mit seinem besten Freund, einem weiteren Karateschüler, als Sicherheitswächter bei Konzerten.
Dolph Lundgren trainierte über die Jahre hinweg regelmäßig mit seinem Freund und Lehrer Shihan Brian Fitkin und erreichte im Jahr 1998 bei einer Prüfung in seinem früheren Dōjō in Stockholm den dritten Dan. Außerdem nahm er an drei Weltmeisterschaften teil und engagiert sich in seiner Wahlheimat Spanien für Kyokushin-Karate.
Am 10. Juni 2007 trat er in Russland bei einem Boxkampf gegen den Schauspieler und Mixed-Martial-Arts-Kämpfer der Ultimate Fighting Championship, Oleg Taktarow, an. Taktarow gewann den Fünf-Runden-Kampf knapp nach Punkten.

### Karriere beim Film

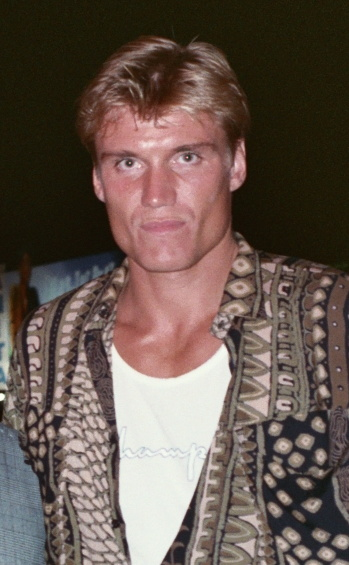
Lundgren im Jahr 1990

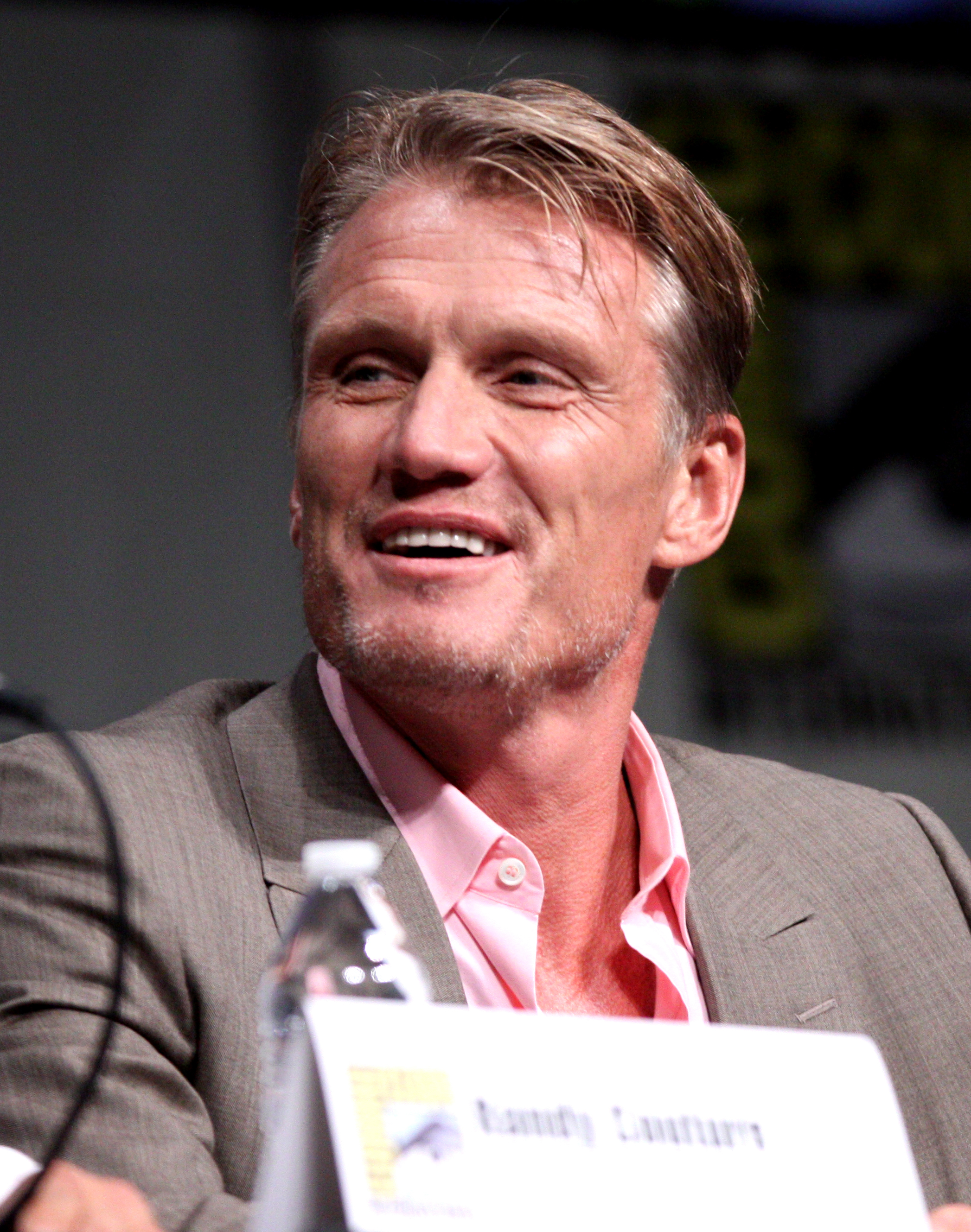
Dolph Lundgren bei der Pressekonferenz zu The Expendables 2 an der San Diego Comic-Con International 2012

Lundgren bewarb sich 1985 für die Rolle des sowjetischen Boxers Ivan Drago in dem Spielfilm Rocky IV – Der Kampf des Jahrhunderts und wurde zunächst abgelehnt. Erst als er dem Regisseur und Hauptdarsteller Sylvester Stallone ein Foto von sich schickte, um sich persönlich zu bewerben, erhielt er die Zusage. Beim Dreh des Boxkampfes verletzte sich Stallone an Kopf und Brust und musste in die Notaufnahme gebracht werden, nachdem er mehrere Male schwer von Lundgren getroffen worden war. Der martialische Auftritt verhalf ihm zu neuer Popularität als Filmstar und die Figur des Ivan Drago erfreut sich in Fankreisen des Rocky-Franchises noch heute großer Beliebtheit.
In den darauf folgenden Jahren spielte er in mehreren Actionfilmen mit, beginnend mit der Hauptrolle als He-Man in Masters of the Universe. In Red Scorpion porträtierte Lundgren einen sowjetischen Spezialagenten. Es folgten weitere Filme, die aufgrund ihrer expliziten Gewaltdarstellungen höhere Altersfreigaben erhielten oder indiziert wurden, wie etwa The Punisher, Dark Angel oder Showdown in Little Tokyo. Ein weiterer Erfolg war Lundgrens Auftritt als reanimierter Soldat Andrew Scott in dem Film Universal Soldier des Regisseurs Roland Emmerich.
Im Verlauf der 1990er-Jahre folgten zahlreiche weitere Actionfilme wie Silent Trigger und The Sweeper – Land Mines, die überwiegend negative Kritiken erhielten und heute als „B-Movies“ eingestuft werden. Im neuen Jahrtausend spielte Lundgren unter der Regie von Sidney J. Furie in Detention – Die Lektion heißt Überleben! und Direct Action. Außerdem führte er von 2004 bis zuletzt 2024 bei insgesamt acht Filmen selber Regie und spielte jeweils auch selber die Hauptrolle. Diese wurden meist direkt als DVD veröffentlicht.
2010 wirkte Lundgren als Co-Moderator am Melodifestivalen mit, dem schwedischen Vorentscheid zum Eurovision Song Contest.
Des Weiteren spielt er 2010 die Rolle des psychisch labilen Söldners Gunnar Jensen in Sylvester Stallones Expendables-Franchise. Der erste Teil The Expendables verhalf ihm zu einem Comeback als Kino-Darsteller an der Seite von Jet Li und Jason Statham. 2012 folgte The Expendables 2, in welchem Lundgren als Jensen diverse Referenzen zu seinem echten Leben macht.
Bei Battle of the Damned aus dem Jahr 2013 übernahm er erstmals eine Rolle in einem Zombiefilm. Es folgten vor allem weitere B-Actionfilme, die direkt für den Videomarkt produziert wurden, gelegentlich unterbrochen von Kinoauftritten wie 2018 in Aquaman und Creed II – Rocky’s Legacy.
In deutschen Synchronfassungen wird er überwiegend von Manfred Lehmann gesprochen.

### Sonstiges
Lundgren spricht Schwedisch und Englisch und verfügt außerdem über Kenntnisse in Deutsch, Spanisch, Japanisch und Französisch.
Nach Affären mit der Sängerin Grace Jones und dem Model Paula Barbieri in den 1980er-Jahren heiratete Dolph Lundgren 1994 Anette Qviberg, mit der er zwei Töchter hat. Die Familie lebte zwölf Jahre in Marbella in Spanien. Mittlerweile haben sich Lundgren und Qviberg getrennt.
Lundgren ist Autor des Fitness-Handbuches Fit Forever, das in Schweden veröffentlicht wurde.
Dolph Lundgren unterstützt die Arbeit von der Coalition to Abolish Slavery and Human Trafficking (CAST LA).
Im Musikvideo zum Song Believer der Band Imagine Dragons hatte Lundgren einen Gastauftritt als der den im Song angesprochenen Schmerz-verkörpernden Boxer.
Nach eigenen Angaben leidet Dolph Lundgren seit 2015 an Krebs. Dies gab er im Mai 2023 in einem Interview mit dem amerikanischen Journalisten Graham Bensinger in dessen Sendung In Depth with Graham Bensinger bekannt. Es wurden Tumore in der Lunge, dem Magen, der Wirbelsäule als auch den Nieren diagnostiziert. Er selber gibt dem Konsum von Steroiden eine Mitschuld.

## Dolph-Lundgren-Stipendium
Im Jahr 2009 wurde an Lundgrens ehemaligem Gymnasium in Kramfors ein „Dolph-Lundgren-Stipendium“ eingeführt. Das Stipendium in Höhe von 25.000 SEK wird an Schüler mit guten Abschlüssen vergeben. Lundgren ging in die Annalen der Ådalsskolan ein, als er das Gymnasium als erster Schüler mit der höchstmöglichen Punktzahl absolvierte.

## Filmografie
- 1985: James Bond 007 – Im Angesicht des Todes (A View to a Kill)
- 1985: Rocky IV – Der Kampf des Jahrhunderts (Rocky IV)
- 1987: Masters of the Universe
- 1988: Red Scorpion
- 1989: The Punisher
- 1990: Dark Angel (Dark Angel (I Come in Peace))
- 1991: Cover Up
- 1991: Showdown in Little Tokyo
- 1992: Universal Soldier
- 1993: Barett – Das Gesetz der Rache (Joshua Tree)
- 1994: Sunny Side Up
- 1994: Escape – Die Flucht (Pentathlon; auch Produzent)
- 1994: Men of War
- 1995: Vernetzt – Johnny Mnemonic (Johnny Mnemonic)
- 1995: The Shooter – Ein Leben für den Tod (The Shooter / Hidden Assassin)
- 1996: Silent Trigger – Im Fadenkreuz des Killers (Silent Trigger)
- 1997: Red Zone (Hellbent)
- 1998: John Woo’s Blackjack (Fernsehfilm)
- 1998: Knight of the Apocalypse (The Minion)
- 1999: The Sweeper – Land Mines (Sweepers)
- 1999: Fight of the Dragon (Bridge of Dragons)
- 1999: Storm Catcher
- 2000: Jill Rips
- 2000: The Last Warrior (The Last Patrol)
- 2000: Agent Red – Ein tödlicher Auftrag (Captured)
- 2001: Concept of Fear (Hidden Agenda)
- 2003: Detention – Die Lektion heißt Überleben! (Detention)
- 2004: Direct Action
- 2004: The Defender (auch Regisseur)
- 2004: Fat Slags
- 2004: Retrograde – Krieg auf dem Eisplaneten (Retrograde)
- 2005: The Mechanik (auch Regisseur)
- 2006: Das Ende der Götter (L’inchiesta)
- 2007: Diamond Dogs (auch Regisseur)
- 2007: Missionary Man (auch Regisseur)
- 2009: Direct Contact
- 2009: Universal Soldier: Regeneration
- 2009: Command Performance (auch Regisseur)
- 2010: Icarus (auch Regisseur)
- 2010: The Expendables
- 2010: Chuck (Fernsehserie, Gaststar)
- 2011: Schwerter des Königs – Zwei Welten (In the Name of the King 2: Two Worlds)
- 2012: Small Apartments
- 2012: Last Bullet – Showdown der Auftragskiller (One in the Chamber)
- 2012: The Expendables 2
- 2012: Universal Soldier: Day of Reckoning
- 2012: Stash House
- 2013: The Package – Killer Games (The Package)
- 2013: The Legendary Dragon – Der Letzte seiner Art (Legendary: Tomb of the Dragon)
- 2013: Battle of the Damned
- 2013: Blood of Redemption
- 2013: Thrill to Kill (Ambushed)
- 2014: Lethal Punisher: Kill or Be Killed (A Certain Justice, auch Puncture Wounds)
- 2014: The Expendables 3
- 2014: Skin Trade
- 2015: Workaholics (Fernsehserie, eine Folge)
- 2015: War Pigs
- 2015: The Good, the Bad, and the Dead (4Got10)
- 2015: Shark Lake
- 2015: Caged to Kill (Riot)
- 2016: Hail, Caesar!
- 2016: Kindergarten Cop 2
- 2016: The Demon Hunter (Don’t Kill It)
- 2016: Female Fight Club
- 2016: Alien Hunter (Welcome to Willits)
- 2017: Larceny
- 2017: Altitude
- 2017: Malchishnik
- 2017: Arrow (Fernsehserie, sechs Folgen)
- 2017: Zombie Shooter (Dead Trigger)
- 2017: Tour de Pharmacy
- 2017: Sharknado 5: Global Swarming
- 2018: Black Water
- 2018: Creed II – Rocky’s Legacy (Creed II)
- 2018: Aquaman
- 2019: The Tracker – Spuren der Rache (The Tracker)
- 2019: Acceleration – Gegen die Zeit (Acceleration)
- 2019: It’s Always Sunny in Philadelphia (Fernsehserie, eine Folge)
- 2019: Hard Night Falling
- 2021: Hunde - Allein zu Haus (Pups Alone)
- 2021: Castle Falls
- 2022: Section 8
- 2022: Operation Seawolf
- 2022: Come out Fighting
- 2023: The best Man
- 2023: The Expendables 4 (Expend4bles)
- 2023: The Final Showdown  (Showdown at the Grand)
- 2023: Aquaman: Lost Kingdom (Aquaman and the Lost Kingdom)
- 2024: Wanted Man